# Marcel Hess (Handballspieler)
Marcel Hess (* 16. November 1982 in Aarau) ist ein ehemaliger Schweizer Handballspieler.
Der 1,90 m grosse und 94 kg schwere Rechtshänder wurde zumeist auf dem linken Flügel eingesetzt. Marcel Hess begann mit dem Handballspiel beim Schweizer Verein HR Hochdorf.
Ab 1999 lief er für den TV Suhr in der NLA auf, mit dem er 2001 Meister wurde. International erreichte er mit Suhr das Viertelfinale im EHF Challenge Cup 2001/02. 2006 wechselte er zum GC Amicitia Zürich, mit dem er Meister 2008 und 2009 sowie Cupsieger 2009 wurde. Im Europapokal der Pokalsieger 2008/09 erreichte er das Halbfinale. Ab 2010 lief er für Pfadi Winterthur auf. 2014/15 war er Most Valuable Player und wurde daraufhin einer von drei nominierten Sportlern für die Auszeichnung Winterthurer Sportler/in des Jahres, der Preis ging jedoch an den BMX-Fahrer David Graf. Nach der Saison 2017/18 beendete er seine Karriere.
Mit 1777 Toren in 536 Spielen liegt Marcel Hess auf Rang 9 der Ewigen Torschützenliste der NLA. (Stand: Juli 2018)
In der Schweizer Nationalmannschaft debütierte er am 19. Dezember 2003 gegen Luxemburg und bestritt 112 Länderspiele, in denen er 155 Tore erzielte.